# サビ
寂（さび）とは、謡曲・語りものなどで声帯を強く震わせて発する調子の低いもの、低く渋みのある声の質、太くてすごみのあることを指す。
サビとは、日本風の歌謡曲、ポップ・ミュージック（J-POP）などの大衆音楽における楽曲の聞かせどころのこと。

## 定義
冒頭及びサビ以前との対比
- 「冒頭のフレーズとは異なる楽節」（ヤマハのサイト『音楽用語ダス』[3]）
- 「楽曲の中ほどから曲想の変化する部分」（河合楽器製作所のサイト『意美音』[4]）
- 「旋律・和声共に最初の動機とは違ったものによって構成される」（平凡社『音楽大事典』[5]）
- 「楽曲の中間部分における、冒頭のテーマとは対照的な楽節部分を指す俗称」（リットーミュージック『最新音楽用語事典』[6]）

最も…
- 「しばしば曲中で最も印象的な部分になる」（音楽之友社『新編音楽中辞典』[7]）
- 「特に曲の最も盛り上がる部分を指すことが多い」（河合楽器製作所のサイト『意美音』[4]）

サビ区間の自動推定に関する研究を行う産業技術総合研究所情報技術研究部門首席研究員の後藤真孝によると、楽曲全体の構成において一番代表的な盛り上がる主題の部分であるとし、最も多く繰り返され印象に残り、訓練されていない者が楽曲を聴いた場合でもサビは容易に判断できるものであるとしている。
なお、リットーミュージック『最新音楽用語事典』によれば、サビの概念はスタンダード・ジャズの時代から存在したが、当時は曲の盛り上がりを指す言葉ではなかったとされ、「サビという言葉の意味は時代と共に変わりつつある」としている。
ヒップホップ・ミュージック、ラップにおいては「フック」とも呼ばれる。

### 楽式を用いた定義
Bをサビとするケース
- 「A+B+A'」のB部分（ヤマハのサイト『音楽用語ダス』[3]）
- 「A+A+B+A」で32小節の1コーラスを形成した上でのB部分をサビと定義（平凡社『音楽大事典』[5]）
- 「A+A+B+A」あるいは「A+A'+B+A''」という楽曲の構成におけるB部分（音楽之友社『新編音楽中辞典』[7]）
- 「A+A+B+A」という構成をアメリカ合衆国のポピュラー音楽で最も一般的なリフレイン・パートとした上で、その中のB部分にあたる8小節をサビと定義し、A部分に対してB部分は異なった調で書かれるとしている。（音楽之友社『新音楽辞典（楽語）』[11]）
- 「A+A'+B+A''」の構成におけるB部分を典型的なサビとし、この場合A''部分を「サビあと」という、としている。（リットーミュージック『最新音楽用語事典』[6]）

Cをサビとするケース
- 「A+B+C」という構成におけるC部分を指すと定義（音楽之友社『新編音楽中辞典』[7]）
- 新しい用法として「A+B+C」のC部分をサビと呼ぶこともあるとし、この場合は「楽曲の後半部での盛り上がりが期待される」としている（リットーミュージック『最新音楽用語事典』[6]）

なお、リットーミュージック『最新音楽用語事典』によれば、「A+B+A'+C」のようにサビが存在しない場合もあるとしている。

## 語源
デジタル大辞泉によると語源は不詳とされており、寂のある声などと語源を同じくしている可能性を指摘している。また、音楽業界ではかなり早くから使われていたともされている。
講談社「暮らしのことば 新・語源事典」によれば、「聞かせどころ、見どころ」などを意味する語「さわり」の別な言い回しであると定義した上で、香辛料のワサビが語源であるとしており、「ワサビは『サビ抜き』という表現などに見られるように縮めて『サビ』とも言う。サビは少量でも刺激的な味がすることから、曲の中で最もインパクトがある部分を『サビ』と言うようになったのだろう」と述べている。

## サビの「要素」
音楽プロデューサーの亀田誠治によると、邦楽における「サビに欠かせない3要素」として「高い音」「長く伸びる音」「リフレイン（繰り返し）」を挙げている。
「高い音」について、亀田はレミオロメン「粉雪」を例に挙げ、「高い音は良く届き、周囲の声に埋もれない」「音の高低差がドラマを生む」「歌い手の気持ちを最も強く伝えるサビに楽曲の最高音を持ってくるのがコツ」であると述べている。「リフレイン」については円広志「夢想花」、THE BLUE HEARTS「リンダリンダ」、DREAMS COME TRUE「何度でも」を例に挙げ、「サビで同じフレーズを繰り返すが、これには呪文のようなインパクトがある」「楽曲を印象付けるための要素としてリフレインは有効な手段」であると述べている。

## 発展形
頭サビ（あたまサビ）とは、楽曲の冒頭におけるサビを指す。このような「いきなりサビから始まる曲」のことを「サビ始まり」と言うときもある。
大サビ（おおサビ）とは、楽曲の後半部分で、最後のサビの前に挿入される独自のメロディの事を指す。繰り返し出てきたサビとは異なるメロディが出てくる事によって、最後のサビをより新鮮に、印象的に聴かせる効果を持つ。前出の亀田誠治は、大サビを「結婚式でいうところのお色直し」、「起承転結の転にあたる部分」としている。また、「最後のサビをもう一度美味しく味わっていただきたいという日本人ならではのおもてなし」と表現している。ただしこの部分を「Dメロ」の様に呼び、楽曲の最後のサビを「大サビ」と呼ぶ場合もある。
落ちサビ（おちサビ）とは、最後のサビの前に挿入される、楽器の音量を極端に落としてボーカルを目立たせたサビを指す。「ラストに向けて盛り上がっていくために抑えめにする」意味があるという。
大サビと落ちサビは、同じ曲の中で併用されることもある。
ラスサビとは、楽曲の最後のサビの事を指す。

## サビと類似する概念との比較
英語では同様の概念をリリース（release）、ブリッジ（bridge）、チャネル（channel）、ミドルパートなどと呼ばれるとされる。前出の平凡社『音楽大辞典』によれば、通常のポピュラー音楽は「ヴァース」と「コーラス」から構成され（ヴァース‐コーラス形式）、このうち「コーラス」部分が反復されるとしている。「A+A+B+A」で構成された楽曲の場合は32小節で「1コーラス」を形成し、このB部分がブリッジ（サビ）である、と解説している。「ヴァース」は省略される場合もあるとしている。
前出の亀田誠治の解説によれば、ヴァース‐コーラス形式においては「ヴァース」の部分で「サビ」で言うようなことをすべて言いきり、「コーラス」は「大サビ」にあたるような「別のメロディー感」がある、としている。